# Le Son des tambours sur la neige
Le Son des tambours sur la neige et autres nouvelles d'ailleurs est un recueil de nouvelles de Jean Raspail paru en janvier 2002 aux Éditions Robert Laffont.

## Le contenu
- La passation du pouvoir
- Tombeau d'un garde suisse
- Le son des tambours sur la neige
- Les hussards de Katlinka
- Une étrange exploration dans la forêt africaine en l'an 2110...
- Athaulf le Wisigoth

## Éditions
- Le Son des tambours sur la neige et autres nouvelles d'ailleurs, Éditions Robert Laffont, 2002  (ISBN 2-221-09589-8).